# Моллема, Бауке
Ба́уке Мо́ллема (нидерл. Bauke Mollema; род. 26 ноября 1986, Гронинген, Нидерланды) — нидерландский профессиональный шоссейный велогонщик, выступающий за команду мирового тура «Lidl-Trek.» Победитель очковой классификации Вуэльты Испании в 2011 году.

## Карьера

#### Ранняя карьера
В 2006 году Бауке попал на стажировку в малоизвестную континентальную велокоманду Team Löwik Meubelen, а уже на следующий год перебрался в структуру самой известной нидерландской велокоманды Rabobank, начав выступать в ее молодежном составе, который принимал участие в континентальных гонках. В ее рядах уму удалось выиграть престижную многодневную гонку для восходящих талантов Тур де л'Авенир, а также показать еще несколько хороших результатов.

### Rabobank (2008—2014)

#### 2008
Хорошие выступления позволили Бауке 2008 году подписать профессиональный контракт с основной командой «Рабобанка». Первым заметным результатом Бауке в новой команде стало 6-е место в общем зачете Вуэльты Кастильи и Леона. В гонках мирового тура Моллема дебютировал на Туре Романдии, но доехать гонку он не смог из-за падения, которое повлекло за собой перелом ключицы. Восстановившись от травмы, голландец уже к средине июня вернулся к выступлениям. В начале августа он стартовал на Вуэльте Бургоса, где стал 15-м в генеральной классификации, а в конце месяца, в качестве лидера команды отправился на Тур Германии, который он завершил 7-м, уступив победителю почти 4 мин.

#### 2009
Первой гонкой для Моллемы в новом сезоне стал Тур Калифорнии, на который в том году приехало много элитных гонщиков. Бауке финишировал 16-м в общем зачете. В марте — начале апреля он принял участие в нескольких многодневках в Испании, но далее сезон был прерван из-за заболевания мононуклеозом. Вернувшись к выступлениям лишь в сентябре, голландец стартовал на нескольких бельгийских и итальянских однодневных гонках, не показав значимых результатов.

#### 2010
В 2010 году Моллема дебютировал на своей первой супермногодневке — Джиро д’Италия. Несмотря на статус дебютанта голландец продемонстрировал достойное выступление, став 12-м в генеральной классификации. Попасть в десятку и выиграть белую майку лучшего молодого гонщика ему помешал лишь многочисленный отрыв на этапе до Аквилы, из-за которого Моллема потерял 12 минут относительно прямых соперников, которые в нем находились. Во второй половине сезона Бауке выиграл горный этап Тура Польши, который он завершил на третьей позиции в общем зачете, что стало его первым подиумом на гонке мирового тура.

#### 2011

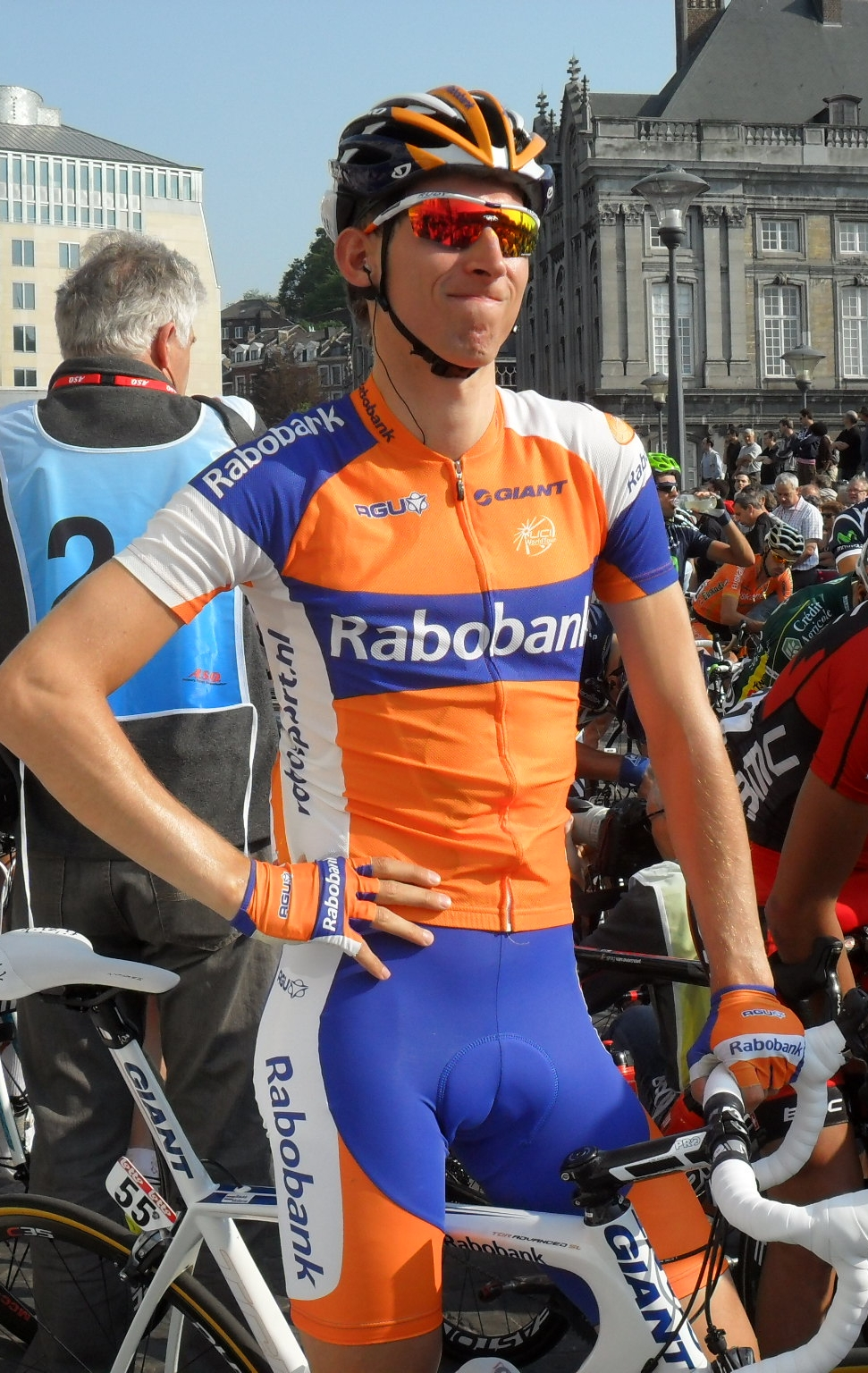
Бауке Моллема на Льеж — Бастонь — Льеж 2011

При подготовке к своему первому в карьере Тур де Франс Моллема показал ряд солидных результатов в весенней части сезона, став 9-м в генерале на Париж — Ницца и 10-м на Вуэльте Каталонии, хотя на арденских классиках выступления вышли очень слабыми. В качестве главного подготовительного старта в преддверии «Большой петли», Бауке использовал Тур Швейцарии, который он закончил 5-м в общем зачете, а также помог своему товарищу по команде Стевену Крёйсвейку пробиться в тройку лучших. Болезнь на первой неделе Тура лишила голландца шансов на успех в общем зачете, но позволила ему побороться за победу на этапе, участвуя в затяжных отрывах. Один из них чуть было не принес ему викторию, но на финишной черте его обошёл норвежец Эдвалд Боассон Хаген из Sky Procycling.
Месяц спустя Бауке стартовал на Вуэльте Испании, где он продемонстрировал высокую стабильность в первой половине гонки. На этапах 5 и 8, которые завершались крутым финишем, он попал в 5-ку лучших, а на девятом этапе стал вторым, что в сумме с отсутствием потерь времени на первой неделе, принесло ему красную майку лидера генеральной классификации. Но из-за того, что следующий этап был гонкой с раздельным стартом, лидерство голландца, который не являлся специалистом данного упражнения, было кратковременным, даже несмотря на то, что в разделке он обошёл по дистанции своего ближайшего преследователя в общем зачете Хоакима Родригеса, который стартовал двумя минутами ранее. На оставшихся этапах Моллема продолжал показывать высокие результаты и стал в общем зачёте четвёртым. Утешением для голландца стало то, что на последнем этапе он вырвал у Родригеса зеленую майку лучшего спринтера (которую на «Вуэльте» часто выигрывают именно генеральщики), став первым за 20 лет представителем Нидерландов, который выиграл почетную майку супермногодневки (в 1992 году голландец Эдди Бовманс выиграл молодежную классификацию на Тур де Франс).
Осенью он занял второе место на Джиро дель Эмилия, а на Джиро ди Ломбардии не смог побороться за победу из-за механических проблем с велосипедом.
28 ноября Бауке Моллема был назван лучшим велогонщиком Нидерландов 2011 года и получил Трофей Геррита Шульте.

#### 2012
Весной Моллема показал ряд высоких результатов на арденских классиках, попав в 10-ку сильнейших на Амстел Голд Рейс, Флеш Валонь и Льеж — Бастонь — Льеж. На Тур де Франс Бауке стартовал как сокапитан вместе с Робертом Гесинком, однако на 11 этапе был вынужден сойти с гонки из-за больших потерь времени в конце первой недели. В середине августа он стал 5-м на престижной однодневке Классика Сан-Себастьяна. На Вуэльте Испании голландец стал лишь 28-м в общем зачете, после чего финишировал 7-м на монументе Джиро ди Ломбардия.

#### 2013

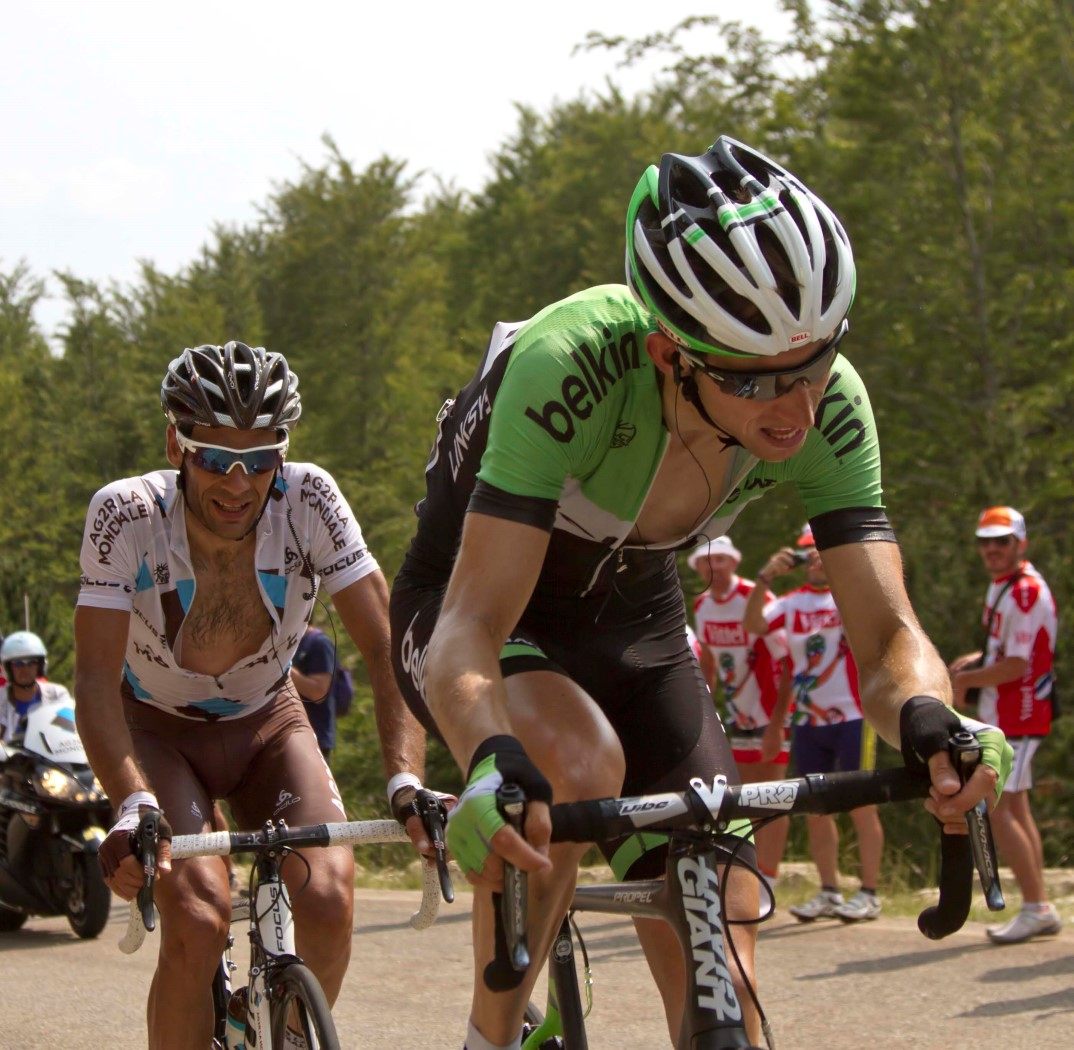
Моллема на Тур де Франс 2013

Начало 2013 года выдалось для Моллемы достаточно удачным — он стал вице-чемпионом Вуэльты Мурсии, занял третье место на Вуэльте Андалусии и 4-е на Критериум Интернациональ. На Туре Швейцарии Бауке первенствовал на втором этапе, а благодаря мощному выступлению в горах и высокому, 4-му месту на заключительной разделке, он финишировал вторым в общем зачёте гонки.
Находясь в хорошей форме, Моллема прибыл на Тур де Франс. Уже на первом горном этапе c подъёмом к Акс-3-Домен он финишировал 4-м и продвинулся на 4-е место в общем зачете. После следующего этапа, Бауке стал третьим в генерале, так как Ричи Порт, находившийся выше, потерял больше 18 мин. По итогам этапа 13 голландец поднялся на второе место в общей классификации, после того как Вальверде, идущий вторым, проиграл победителю этапа почти 10 мин. из-за прокола. Бауке также сократил больше чем на минуту отставание от лидирующего в гонке Криса Фрума. Тем не менее, на последней неделе Моллема потерял время из-за болезни и завершил гонку лишь 6-м в генеральной классификации.
В конце августа Моллема стартовал на Вуэльте Испании. Он победил на этапе 17, атаковав с пелотона за 500 м от финиша и опередив спринтеров.

#### 2014

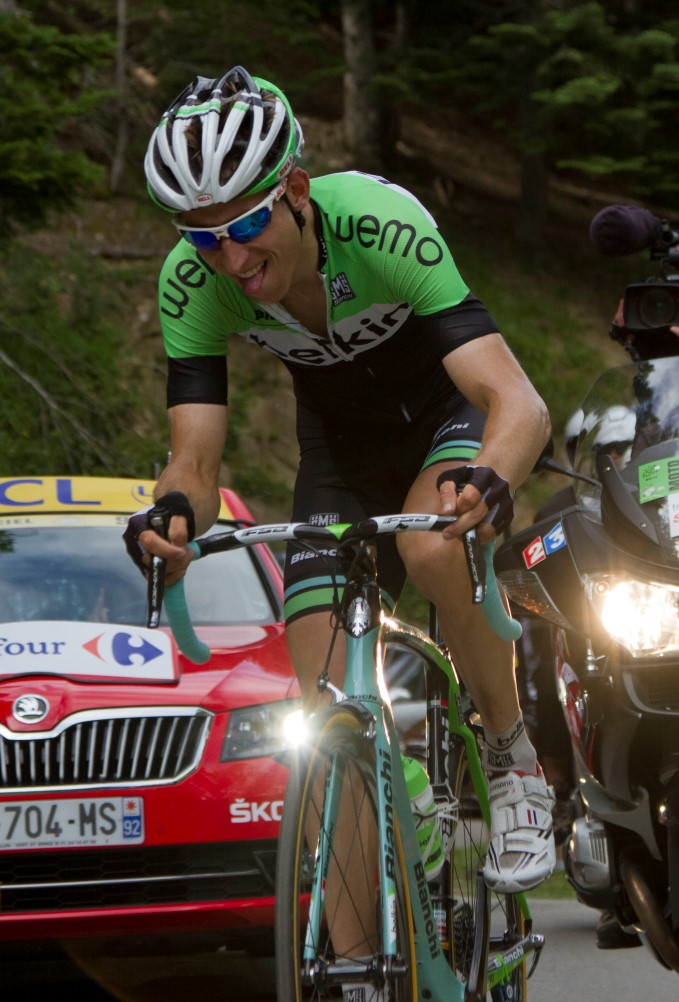
Моллема на Тур де Франс 2014

На Тур де Франс 2014, в преддверии индивидуальной гонки на предпоследнем этапе, Бауке Моллема занимал 7-е место в общем зачете. Но на разделке он стал лишь 140-м и опустился на 10-е место, которое и стало итоговым. Победителю Тура Винченцо Нибали он проиграл 21 мин. 24 сек.
В конце сезона голландец объявил о подписании контракта с американской командой Trek Factory Racing.

### Trek Factory Racing (2015 -)

#### 2015
В марте 2015 года Моллема занял второе место в генеральной классификации на Тиррено-Адриатико, уступив только Наиро Кинтане. Однако, хорошее выступление было омрачено травмой спины, которая повлияла на его подготовку к Тур де Франс. Тем не менее, на Туре он стал 7-м.
В сентябре голландец выиграла многодневную гонку Тур Альберты в Канаде.

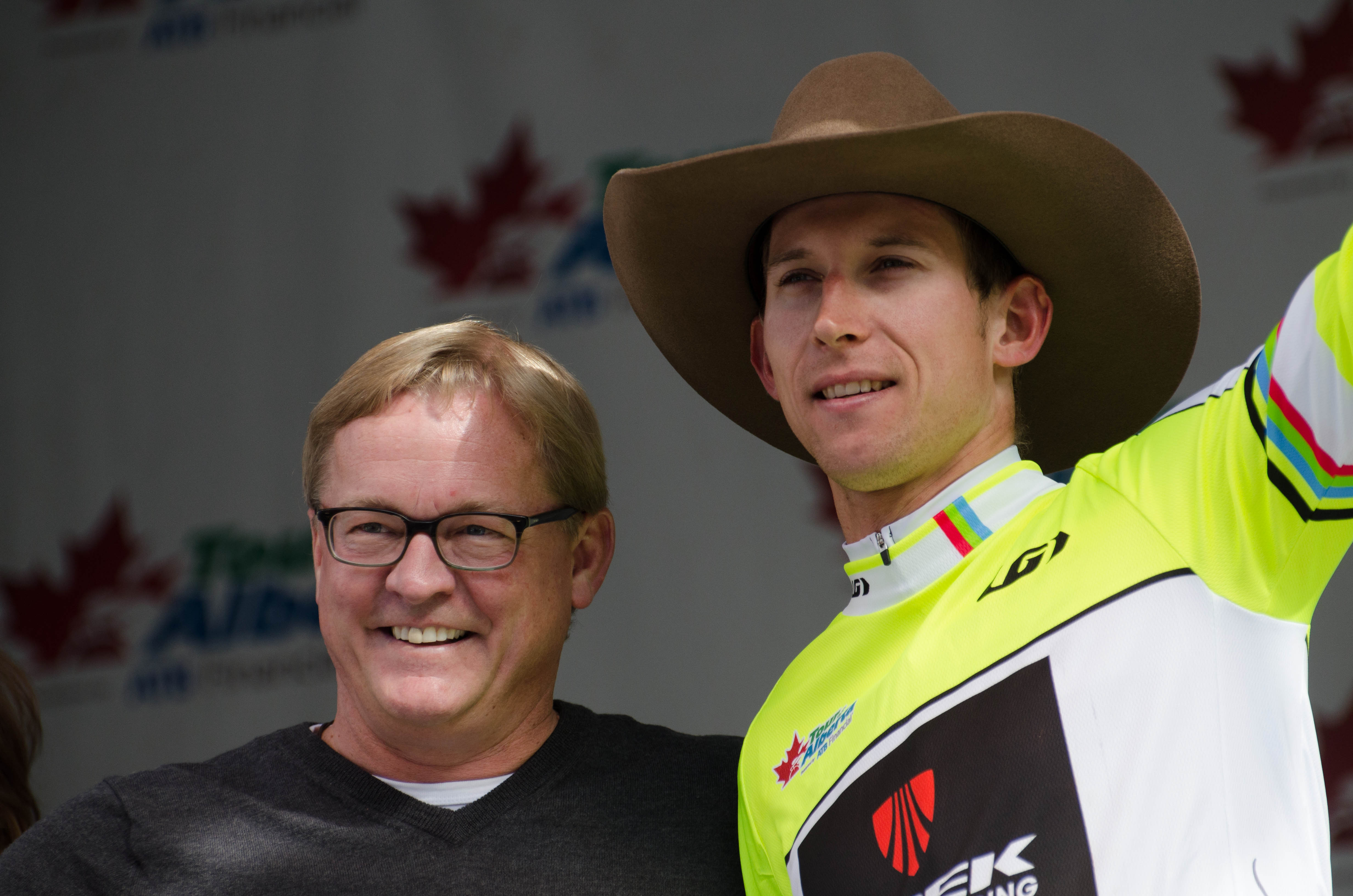
Моллема (справа) празднует победу на Туре Альберты 2015

#### 2016
На 12 этапе Тур де Франс, который заканчивался подъёмом на Мон-Ванту, Бауке Моллема был единственным, кто сумел ответить на атаку лидера гонки Криса Фрума и Ричи Порта. Втроём они создали просвет перед соперниками по генералу, но внезапно мотоцикл с оператором, ехавший перед ними резко остановился, и гонщики врезались в него. Моллема и Порт быстро вернулись на свои велосипеды и поехали дальше, тогда как велосипед Фрума оказался под колёсами мотоцикла. Голландец финишировал, опередив Фрума на 1 мин. 40 сек. и поднялся на второе место в общем зачете. Фрум опустился на 6-е место, а новым лидером стал Адам Йейтс. Тем не менее, через несколько часов после завершения этапа, комиссары гонки пересмотрели результаты и присудили Фруму, а также Порту одно время с Моллемой. В итоге Крис Фрум вернул желтую майку, а Бауке переместился на 5-е. Моллема подверг критике решение UCI; в своем твиттере он написал: «Что происходит? Кажется, всем раздали бонусы. Интересно, что бы произошло, если бы упал один я…». Trek-Segafredo подала протест против решения комиссаров гонки.
На следующем этапе — длинной, горной разделке (37.5 км), голландец показал 6-е время. «Лучшая разделка моей жизни»,— заявил после этапа Моллема. Хотя он проиграл 51 сек. Крису Фруму, но привез время другим соперникам по генералу и поднялся на второе место в общем зачете. Однако, на 19 этапе, на спуске с подъёма Монте де Бизанн Бауке не вписался в поворот и уехал с дороги. Добрать пелотон, который уже поднимался на следующий подъём, ему не удалось, несмотря на помощь товарищей по команде. В итоге, Моллема проиграл на финише 4 мин. 26 сек. победителю этапа и выпал из тройки лидеров общего зачёта, спустившись на 10-ю позицию. На двадцатом этапа голландец снова проиграл много времени и выпал с десятки, став 11-м в итоговой генеральной классификации.
Сохранив хорошую форму, Бауке Моллема через неделю принял участие в Классике Сан-Себастьяна и выиграл ее. За 8.7 км до финиша на финальном подъёме Мурхиль Бидеа (Murgil Bidea) атаковал Хоаким Родригес, к которому переложились Моллема, Алехандро Вальверде и Тони Галлопан. На спуске с вершины Моллема атаковал и уехал в одиночку. На последнем километре он опережал своих преследователей на 15 секунд, и первым пересёк линию финиша.

#### 2017
В начале сезона Моллема победил в общем зачёте Вуэльты Сан-Хуана, опередив на 14 с. испанца Оскара Севилью. В мае второй раз в карьере принял участие в Джиро д’Италия, претендуя завершить гонку на подиуме. В итоге он занял 7-е место в генеральной классификации.
После Джиро голландец стартовал на Тур де Франс, где вместе с Харлинсоном Пантано был главным грегари лидера Trek-Segafredo на гонке Альберто Контадорa. 16 июля ему удалось эффектно победить на 15 этапе, атаковав с группы отрыва на спуске с подъёма Коль де Пейра Тайад (Col de Peyra Taillade) за 30 км до финиша и удержав небольшое преимущество над преследователями.
После Тура Моллема защищал звание победителя на Классике Сан-Себастьяна, снова завершив испанскую однодневку на подиуме (третий раз в карьере). В этот раз он занял третье место.
В октябре участвовал в новой гонке шоссейного календаря «Туре Гуанси», проводившегося в Китае. По его итогам Моллема занял второе место общего зачёта, уступив в борьбе за победу бельгийцу Тиму Велленсу (Lotto Soudal) лишь 6 секунд.

## Достижения
2006
Вуэльта Кастилии и Леона
2-й этап
2007
1-й  Тур де л'Авенир 
1-й  Circuito Montañés 
1-й на этапе 6
3-й Тур де л'Айн 
1-й  Молодежная классификация
2009
6-й Вуэльта Кастилии и Леона
7-й Тур Германии 
2010
3-й на Тур Польши 
1-й на этапе 6
5-й Вуэльта Андалусии 
2011
2-й Вуэльта Кастилии и Леона 
Комбинированая классификация
2-й Джиро дель Эмилия 
2-й Вуэльта Испании
 Очковая классификация
5-й Тур Швейцарии 
9-й Париж — Ницца 
10-й Вуэльта Каталонии 
2012
3-й Тур Страны Басков 
5-й Классика Сан-Себастьяна
6-й Льеж — Бастонь — Льеж
7-й Джиро ди Ломбардия
7-й Флеш Валонь
10-й Амстел Голд Рейс
1-й  Очковая классификация
2013
Вуэльта Испании
1-й на этапе 17
2-й на Тур Швейцарии 
1-й на этапе 2
2-й Вуэльта Мурсии
3-й Вуэльта Андалусии 
4-й Критериум Интернациональ
4-й Тур Норвегии 
6-й Тур де Франс 
6-й Тур Средиземноморья 
9-й Классика Сан-Себастьяна
9-й Флеш Валонь
10-й Амстел Голд Рейс
2014
2-й Классика Сан-Себастьяна
3-й Тур Норвегии 
1-й на этапе 4
3-й Тур Швейцарии 
4-й Флеш Валонь
6-й Вуэльта Андалусии 
7-й Амстел Голд Рейс
10-й Тур де Франс 
10-й Гран-при Квебека
10-й Гран-при Монреаля
2015
1-й  Тур Альберты
1-й на этапе 1 (TTT)
1-й Кубок Японии
2-й Тиррено — Адриатико 
2-й Вуэльта Мурсии
6-й Классика Сан-Себастьяна
6-й Гран-при Квебека
7-й Тур де Франс 
2016
1-й Классика Сан-Себастьяна
2-й Тур Альберты 
1-й на этапе 4 (ITT)
3-й Вуэльта Андалусии 
8-й Гран-при Квебека
9-й Льеж — Бастонь — Льеж
9-й Тиррено — Адриатико 
9-й Тур Романдии 
2017
1-й на этапе 15 Тур де Франс
1-й  Вуэльта Сан-Хуана 
2-й Тур Гуанси
3-й Классика Сан-Себастьяна
4-й Тур Абу-Даби
7-й Джиро д’Италия
9-й Тиррено — Адриатико
2018
1-й Гран-при Бруно Бегелли
2-й Международная неделя Коппи и Бартали
1-й на этапе 2
2-й Классика Сан-Себастьяна
4-й Волта Алгарви
6-й Флеш Валонь
7-й Тур Страны Басков
8-й Trofeo Serra de Tramuntana
10-й Trofeo Lloseta–Andratx
2019
1-й  Чемпионат мира ком.гонка (смешанная)
1-й  Чемпионат Европы ком.гонка (смешанная)
1-й Джиро ди Ломбардия
1-й Кубок Японии
3-й Trofeo Campos, Porreres, Felanitx, Ses Salines
3-й Trofeo Andratx–Lloseta
4-й Этуаль де Бессеж
4-й Джиро дель Эмилия
5-й Джиро д’Италия
5-й Классика Сан-Себастьяна
5-й Гран-при Бруно Бегелли
6-й Флеш Валонь
7-й Милан — Турин
10-й Гран-при Монреаля
| №  | Дата             | Кат. | Страна         | Тип         | Гонка                             | Команда                   |
| -- | ---------------- | ---- | -------------- | ----------- | --------------------------------- | ------------------------- |
| 1  | 3 августа 2006   | 2.2  | Испания        | 2 этап      | Вуэльта Кастилии и Леона          | Löwik Meubelen            |
| 2  | 3 июня 2007      | 2.2  | Испания        | Молодёжная  | Вуэльта Наварры                   | Rabobank Continental Team |
| 3  | 18 июня 2007     | 2.2  | Испания        | 7 этап      | Сиркуито Монтаньес                | Rabobank Continental Team |
| 4  | 19 июня 2007     | 2.2  | Испания        | Молодёжная  | Сиркуито Монтаньес                | Rabobank Continental Team |
| 5  | 19 июня 2007     | 2.2  | Испания        | Генеральная | Сиркуито Монтаньес                | Rabobank Continental Team |
| 6  | 15 августа 2007  | 2.1  | Франция        | Молодёжная  | Тур де Эна                        | Rabobank Continental Team |
| 7  | 15 сентября 2007 | 2.NC | Франция        | Генеральная | Тур де л’Авенир                   | Rabobank Continental Team |
| 8  | 6 августа 2010   | 2.WT | Польша         | 6 этап      | Тур Польши                        | Rabobank                  |
| 9  | 11 сентября 2011 | GT   | Испания        | Очковая     | Вуэльта Испании                   | Rabobank                  |
| 10 | 9 июня 2013      | 2.WT | Швейцария      | 2 этап      | Тур Швейцарии                     | Blanco Pro Cycling        |
| 11 | 11 сентября 2013 | GT   | Испания        | 11 этап     | Вуэльта Испании                   | Blanco Pro Cycling        |
| 12 | 24 мая 2014      | 2.НС | Норвегия       | 4 этап      | Тур Норвегии                      | Belkin Pro Cycling        |
| 13 | 7 сентября 2015  | 2.1  | Канада         | Генеральная | Тур Альберта                      | Trek Factory Racing       |
| 14 | 18 октября 2015  | 1.HC | Япония         | Однодневка  | Кубок Японии                      | Trek Factory Racing       |
| 15 | 30 июля 2016     | 1.WT | Испания        | Классика    | Классика Сан-Себастьяна           | Trek-Segafredo            |
| 16 | 4 сентября 2016  | 2.1  | Канада         | 4 этап (ITT | Тур Альберта                      | Trek-Segafredo            |
| 17 | 29 января 2017   | 2.1  | Аргентина      | Генеральная | Вуэльта Сан-Хуана                 | Trek-Segafredo            |
| 18 | 16 июля 2017     | GT   | Франция        | 15 этап     | Тур де Франс                      | Trek-Segafredo            |
| 19 | 23 марта 2018    | 2.1  | Италия         | 3 этап      | Коппи и Бартали                   | Trek-Segafredo            |
| 20 | 7 октября 2018   | 1.HC | Италия         | Однодневка  | Гран-при Бруно Бегелли            | Trek-Segafredo            |
| 21 | 7 августа 2019   | EC   | Нидерланды     | Чемпионат   | Чемпионат Европы (смешанная эст.) | Trek-Segafredo            |
| 22 | 22 сентября 2019 | WC   | Великобритания | Чемпионат   | Чемпионат мира (смешанная эст.)   | Trek-Segafredo            |
| 23 | 12 октября 2019  | 1.WT | Италия         | Монумент    | Джиро ди Ломбардия                | Trek-Segafredo            |
| 24 | 20 октября 2019  | 1.HC | Япония         | Однодневка  | Кубок Японии (2)                  | Trek-Segafredo            |

## Статистика выступлений
Чемпионаты (групповая гонка)
|                       | 2011 | 2012 | 2013 | 2014 | 2015 | 2016 | 2017 | 2018 | 2019 |
| --------------------- | ---- | ---- | ---- | ---- | ---- | ---- | ---- | ---- | ---- |
| Олимпийские игры      |      | —    |      |      |      | 17   |      |      |      |
| Чемпионат мира        | 62   | 48   | 11   | 18   | 69   | —    | 34   | 12   | НФ   |
| Чемпионат Нидерландов | 5    | —    | —    | —    | —    | —    | —    | НФ   | —    |

#### Многодневные гонки
| Гранд-туры          |      |      |      |      |      |      |      |      |      |      |
| Гонка               | 2010 | 2011 | 2012 | 2013 | 2014 | 2015 | 2016 | 2017 | 2018 | 2019 |
| Джиро д'Италия      | 12   | —    | —    | —    | —    | —    | —    | 7    | —    | 5    |
| Тур де Франс        | —    | 69   | НФ   | 6    | 10   | 7    | 11   | 17   | 26   | 28   |
| Вуэльта Испании     | —    | 3    | 28   | 52   | —    | —    | —    | —    | 30   | —    |
| Многодневки         |      |      |      |      |      |      |      |      |      |      |
| Гонка               | 2010 | 2011 | 2012 | 2013 | 2014 | 2016 | 2016 | 2017 | 2018 | 2019 |
| Париж — Ницца       | —    | 9    | НФ   | —    | —    | —    | —    | —    | 30   | —    |
| Тиррено — Адриатико | —    | —    | —    | 21   | 22   | 2    | 9    | 9    | —    | —    |
| Вуэльта Каталонии   | —    | 9    | —    | —    | —    | —    | —    | НФ   | —    | —    |
| Тур Страны Басков   | 98   | —    | 3    | —    | 28   | НФ   | 18   | —    | 7    | 21   |
| Тур Романдии        | 39   | —    | 17   | —    | —    | —    | 9    | —    | —    | —    |
| Критериум Дофине    | —    | —    | —    | —    | —    | 60   | НФ   | —    | —    | —    |
| Тур Швейцарии       | 29   | 5    | 33   | 2    | 3    | —    | —    | —    | 12   | —    |

### Однодневки
| Монументальные          | 2009 | 2010 | 2011 | 2012 | 2013 | 2014 | 2015 | 2016 | 2017 | 2018 | 2019 |
| ----------------------- | ---- | ---- | ---- | ---- | ---- | ---- | ---- | ---- | ---- | ---- | ---- |
| Милан — Сан-Ремо        | —    | —    | —    | —    | —    | 37   | —    | —    | —    | —    | —    |
| Тур Фландрии            | —    | —    | —    | —    | —    | —    | —    | —    | —    | —    | —    |
| Париж — Рубе            | —    | —    | —    | —    | —    | —    | —    | —    | —    | —    | —    |
| Льеж — Бастонь — Льеж   | —    | —    | 47   | 6    | 77   | 15   | 35   | 9    | —    | 25   | —    |
| Джиро ди Ломбардия      | 68   | 12   | НФ   | 7    | —    | 89   | 75   | 19   | 19   | 64   | 1    |
| Классические            | 2009 | 2010 | 2011 | 2012 | 2013 | 2014 | 2015 | 2016 | 2017 | 2018 | 2019 |
| Амстел Голд Рейс        | —    | —    | —    | 10   | 10   | 7    | 55   | 14   | —    | 35   | 12   |
| Флеш Валонь             | —    | 69   | 53   | 7    | 9    | 4    | 19   | —    | —    | 6    | 6    |
| Классика Сан-Себастьяна | —    | —    | —    | 5    | 9    | 2    | 6    | 1    | 3    | 2    | 5    |
| Гран-при Квебека        | —    | —    | —    | —    | —    | 10   | 6    | 8    | 36   | —    | 14   |
| Гран-при Монреаля       | —    | —    | —    | —    | —    | 10   | 17   | 24   | 5    | —    | 10   |

| —  | Не участвовал  |
| НФ | Не финишировал |

## Личная жизнь
Спутница жизни Бауке Моллемы — Джейн. В середине июля 2012 года у них родилась дочь Жульен, а 14 октября 2014 года — сын Томас.